# Agence de promotion de l'industrie et de l'innovation
L'Agence de promotion de l'industrie et de l'innovation (APII) est une agence gouvernementale tunisienne qui a pour mission de mettre en œuvre la politique du gouvernement relative à la promotion du secteur industriel en tant que structure d'appui aux entreprises et aux promoteurs.
L'APII est organisée en cinq centres d'interventions, offrant ainsi des prestations à partir de son siège de Tunis et de ses 24 directions régionales situées dans les différents gouvernorats.

## Services
L'APII est habilitée à accomplir toutes les procédures administratives et légales nécessaires à la constitution des sociétés. Les prestations sont destinées aux promoteurs tunisiens et étrangers, résidents ou non résidents, réalisant des projets d'investissement en Tunisie. Elle est ainsi constituée de plusieurs organes offrant chacun un genre de service :
- le Centre de facilitations et de la gestion des avantages met en œuvre des procédures rapides et simplifiées pour traiter les demandes d'octroi d'avantages financiers accordés dans le cadre du Fonds de promotion et de décentralisation industrielle ;
- le Centre de soutien à la création d'entreprises assure un accompagnement durant les phases de préparation de projets par une formation adaptée et un encadrement de proximité ;
- le Centre d'innovation et de développement technologique réalise, en collaboration avec des experts nationaux et internationaux, un diagnostic technique, financier, marketing et propose un plan d'actions en vue d'assurer la mise à niveau ;
- le Centre d'études et de prospective industrielles mène des études présentant la situation des branches industrielles en Tunisie et dans le monde à travers des comparaisons internationales (tableaux de benchmarking) et faisant apparaître les avantages comparatifs de la Tunisie ;
- le Centre de documentation et d'information industrielle fournit une information sur l'industrie tunisienne en temps réel.